# London Lasers
I London Lasers sono stati una squadra canadese di calcio, con sede a London (Ontario).

## Storia
I London Lasers vennero fondati nel 1990 per partecipare alla Canadian Soccer League, campionato professionistico canadese attivo dal 1987 al 1992. La squadra venne affidata allo jugoslavo Ivan Marković. La stagione regolare della CSL 1990, si concluse all'ultimo posto della Eastern Division, che non permise l'accesso ai playoff per il titolo. 
Nella stagione 1991 la squadra ottenne il permesso di rimanere inattiva.
I Lasers tornarono a competere nella stagione 1992, affidati questa volta al canadese Paul John James, ottenendo il quinto posto nella regular season, piazzamento comunque insufficiente per ottenere l'accesso ai playoff per il titolo.
La squadra non venne iscritta al campionato seguente e chiuse i battenti dopo due sole stagioni di attività.

## Strutture
I Lasers avevano come impianto casalingo il JW Little Memorial Stadium di London.

## Allenatori
- 1990  Ivan Marković
- 1992  Paul John James